# Erikera Qvistgaard
Erikera Qvistgaard, född 26 mars 1883, död 7 mars 1958, var en svensk målare.
Hon var dotter till baningenjören Erik Carl Marius Qvistgaard och Ingrid Ohlsson. Qvistgaard studerade konst för Carl Wilhelmson i Göteborg och Bruno Hoppe i Malmö. Hon medverkade i samlingsutställningar arrangerade av Skånes konstförening och Karlskrona konstförening. Hennes konst består till stor del av porträtt. Vid sin död testamenterade hon all sin kvarlåtenskap till en fond för vård av kroniskt sjuka barn.